# Action discrète
Cet article possède un paronyme, voir Action directe.
Action discrète est une émission humoristique diffusée tous les dimanches sur Canal+. Elle est apparue en septembre 2006 et se compose de caméras cachées et de parodies. Elle est alors diffusée les samedis. À partir de septembre 2009, on la retrouve le samedi soir à 20 h 10 entre l'émission Salut les Terriens et Groland. Depuis septembre 2010, elle est diffusée le dimanche à 14 h 55 après Le Petit Journal. À partir de 2012 l'émission change de format et de durée, elle est désormais diffusée de manière trimestrielle (3 émissions par an) et dure environ 70 minutes. Son titre et son concept sont un jeu de mots avec le nom d'Action directe (groupe terroriste d'extrême gauche).

## Contexte
Action discrète voit le jour après l’arrêt de Radio+, autre émission hebdomadaire qui réunissait la même bande de comédiens chaque samedi midi sur la chaîne cryptée.

## Principe de l’émission
Chaque numéro repose sur l'exploitation du registre comique autour de l'un des faits d'actualité les plus brûlants de la semaine.
Jusqu'au printemps 2008, l'émission de 6 minutes commençait par l'introduction du sujet par les terroristes de l'information. S'ensuivaient alors une série de sketchs, généralement tournés à l'insu des acteurs invités, mettant en scène les membres du groupe dans des personnages se proclamant pour la peine de mort, contre le Tibet libre… en bref contre l'opinion publique. Parfois ils se mettent dans la peau de ceux qui manifestent mais font de faux débordements comme aller manifester dans une école maternelle et dans une auto-école pour un meilleur soutien de l'État envers les universités.
Un des buts assez souvent explicite est de dénoncer les journalistes qui font souvent toute une affaire d'un simple fait divers ou la surexploitation d'un phénomène de mode.
Chaque sketch était alors suivi d'un petit speech qui le résume et introduit le suivant. L'émission se terminait par un bref résumé du sujet et les membres du groupe disant : 
« ACTION DISCRÈTE ! À L'ACTION… discrète »
Pendant la saison 2008-2009, Action discrète est tournée en public dans un décor dédié. L'émission est donc plus longue (18 minutes environ), et laisse désormais place à des sketchs de plateau joués devant le public encagoulé. Les sketchs enregistrés sont projetés aux spectateurs sur grand écran. Chaque émission se termine en général en musique, par une chanson parodique spécialement écrite sur le thème traité.
Depuis septembre 2009, l'émission se recentre sur les reportages caméras cachées et sur les sketches. Formule à nouveau plus courte (huit minutes), elle se propose chaque semaine de traiter d'un sujet d'actualité à la façon des magazines d'information du style Sept à huit, Jeudi Investigation ou encore Enquête exclusive.
Ils font la une du quotidien La Croix, le 15 novembre 2007, illustrant un article sur les grèves de la SNCF. Déguisés en syndicalistes de la CGT pour les besoins d'un sketch, ils sont pris en photo par un photographe indépendant qui met le cliché en ligne sur le site Fedephoto, sorte de place de marché de photographie. La rédaction de La Croix choisit la photographie sans s'apercevoir de son caractère parodique. Le journal s'excusera le lendemain pour « cette méprise »
auprès de leurs lecteurs et des « authentiques syndicalistes ».
À partir de septembre 2012 l'émission change de format et de durée, elle est désormais diffusée de manière trimestrielle (3 émissions par an) et dure environ 70 minutes. À chaque numéro on suit désormais les aventures d'une bande de journalistes essayant d’effectuer des reportages pour Canal + en employant des méthodes malhonnêtes et absurdes, tout en continuant d'utiliser les caméras cachées.
Ce nouveau format permet aux auteurs de faire ainsi une critique plus poussée sur le métier de journaliste.

## Postérité
Après l’arrêt de la diffusion sur l’antenne de Canal+ et quelques mois d’absence, Action discrète fait son retour directement sur YouTube en février 2014, sans Julien Cazarre.
Ce dernier réintègrera la bande à l’occasion du lancement de CanalBus, nouveau concept créé initialement pour célébrer les 30 ans de la chaîne, puis finalement intégré à l’émission Le Grand Journal sous forme de séquence quotidienne (saison 2016-2017). Le concept est assez fidèle à l’esprit des sketches d’Action discrète, à la différence que les tournages se font exclusivement en province : l’équipe possède en effet sa camionnette, qu’elle utilise pour sillonner les routes de France.
Sébastien Thoen raconte avoir un jour croisé Jean-Marc Rouillan, un ancien membre d'Action directe, qui lui aurait réclamé de façon amicale des royalties pour s'être inspiré du nom de ce groupe terroriste d'extrême gauche.